# Orstomicoccus ankaratrae
Orstomicoccus ankaratrae är en insektsart som först beskrevs av Mamet 1951.  Orstomicoccus ankaratrae ingår i släktet Orstomicoccus och familjen ullsköldlöss.
Artens utbredningsområde är Madagaskar. Inga underarter finns listade i Catalogue of Life.